# Leptocera weemsi
Leptocera weemsi är en tvåvingeart som beskrevs av Curtis W. Sabrosky 1956. Leptocera weemsi ingår i släktet Leptocera och familjen hoppflugor. Inga underarter finns listade i Catalogue of Life.